# Facultad de Derecho (Universidad de Murcia)
La Facultad de Derecho es uno de los centros de la Universidad de Murcia.
La centenaria Facultad de Derecho de la Universidad de Murcia debe su prestigiosa trayectoria tanto al nivel de exigencia exigido a los alumnos como a su gran número de egresados que han culminado su carrera judicial como grandes juristas, varios de los cuales han llegado al Tribunal Supremo y al Tribunal Constitucional de España, así como famosos notarios, abogados,etc. El actual presidente de la Región de Murcia ha sido uno de sus estudiantes, entre muchos otros.

## Historia y Organización
La Facultad de Derecho de la Universidad de Murcia es la facultad más antigua de toda la Universidad de Murcia, y una de las más prestigiosas de España. Su renombre se debe a la excelencia de sus estudiantes, muchos de los cuales han ocupado importantes posiciones en la administración pública u organizaciones internacionales.
Los profesores y letrados de la facultad de Derecho poseen una rígida educación en sus respectivos campos docentes, siendo necesario pasar un examen previo y tener experiencia en otros sitios de España o universidades internacionales.
En los últimos decenios la Facultad ha experimentado un proceso de cambio que se ha manifestado en el espectacular crecimiento del número de alumnos matriculados, en el aumento del personal de administración y servicios, en la ampliación de su claustro de profesores y en la ampliación de las titulaciones que oferta.

### Delegación de estudiantes
La Delegación de Estudiantes es el órgano encargado de coordinar y canalizar la representación del estudiantado en el marco de la Facultad de Derecho. Sus funciones incluyen:
- Representar y defender los intereses y derechos del estudiantado.
- Proporcionar información y asistencia a los estudiantes.
- Promover actividades culturales y deportivas.
- Participar en los órganos de gobierno y representación estudiantil.

## Estudios
En la Facultad de Derecho de la Universidad de Murcia se imparten las siguientes disciplinas:
- Grado en Derecho.
- Grado en Ciencias Políticas, Gobierno y Administración Pública.
- DTIE (Doble Grado) de Grado en Derecho y Grado en ADE (Administración y Dirección de Empresas).
- DTIE (Doble Grado) de Grado en Criminología y Grado en Seguridad.
- Grado en Criminología.

Además se imparten los siguientes programas de máster:
- Máster Universitario en Abogacía y Procura.
- Máster Universitario en Análisis Político Aplicado.
- Máster Universitario en Bioderecho: Derecho, Ética y Ciencia (itinerario conjunto).
- Máster Universitario en Género e Igualdad.
- Máster Universitario en Criminología y Delincuencia.

En el Curso 2009/2010 comenzaron a implantarse progresivamente los planes de estudio de grado como  consecuencia de la adaptación al Espacio Europeo de Educación Superior, entrando de ese momento las licenciaturas de 5 cursos en extinción. Actualmente ya no existe docencia para estos planes, permitiéndose sólo el derecho de examen hasta su desaparición definitiva prevista para 2018.

### Características de los estudios
- Prácticas externas: Los estudiantes de grado y máster tienen la oportunidad de realizar prácticas en despachos de abogados, instituciones jurídicas y empresas seleccionadas.
- Movilidad: La facultad participa en programas de movilidad nacional (SICUE) e internacional (Erasmus+), permitiendo a los estudiantes cursar parte de sus estudios en otras universidades.
- Innovación docente: Se implementan metodologías que combinan teoría y práctica, incluyendo el uso de una Sala de Vistas para simulaciones de juicios.
- Investigación: La facultad cuenta con diversos grupos de investigación en áreas como Derecho Constitucional, Derecho Civil, Derecho Penal, entre otros.

## Patrón
El Patrón del centro es San Raimundo de Peñafort, Patrón de Derecho, por lo que el 7 de enero de cada año no hay docencia y tienen lugar varias actividades lúdicas entre alumnos y profesores. Sin embargo, las fiestas de dicha facultad se suelen retrasar hasta marzo, para que de esta manera no coincidan con la temporada de exámenes.